# Unterbrunn (Ebensfeld)
Unterbrunn ist ein Gemeindeteil des oberfränkischen Marktes Ebensfeld im Landkreis Lichtenfels.

## Geographie
Unterbrunn liegt am Obermain am Fuß des Abtenberges. Der Ort befindet sich im Banzgau, einem lang gezogenen Dreieck zwischen der Itz und dem Main, südlich von Kloster Banz und wird von der Kreisstraße LIF 8 von Oberbrunn nach Rattelsdorf gequert. Das Ortsbild wird von der im Dorfkern an der Durchgangsstraße gelegenen Kirche Maria Himmelfahrt bestimmt. Durch den Ort verläuft der Fränkische Marienweg.

## Geschichte
Im 9. Jahrhundert wurde eventuell Unterbrunn als „Brunnen“ erstmals in den Traditionen des Klosters Fulda, die auf einer Abschrift im Codex Eberhardi aus dem 12. Jahrhundert beruhen, als im Besitz von Fuldaer Dienstleuten erwähnt. Die Belege sind jedoch fraglich. Die erste gesicherte Nennung war in der ersten Hälfte des 12. Jahrhunderts als Besitz des Klosters Michelsberg. Die nächste Erwähnung stammt von 1221. In der Urkunde bestätigte der Bamberger Bischof Ekbert, dass Heinrich von Schletten unter anderem die Vogtei über Oberbrunn sowie „alteris Brunnen“ dem Kloster Michelsberg als Lehen zurückgegeben hat.
1801 war das Dorf Teil des Gebietes des Hochstifts Bamberg. Die Lehen, Vogtei, Dorf- und Gemeindeherrschaft gehörten dem Kloster Michelsberg. Der Ort hatte ein Gemeindehirtenhaus und 29 andere meist mit Stadeln versehene Häuser.
Unterbrunn wurde im Jahr 1812 von der katholischen Pfarrei Mürsbach im Bistum Würzburg, zu deren Sprengel der Ort Jahrhunderte gehörte, an die katholische Pfarrei Ebensfeld abgegeben. 1862 wurde Unterbrunn als Landgemeinde in das neu geschaffene bayerische Bezirksamt Staffelstein eingegliedert. Am 28. August 1892 war zwischen dem benachbarten Oberbrunn und Ebensfeld die Einweihung der ersten festen Mainbrücke, eine Eisenbrücke mit 50 Meter lichter Weite, die eine Fähre ersetzte, die bereits 1323/28 im bischöflich-bambergischen Urbar A erwähnt wurde. Der einheimischen Ingenieur Josef Wohlleben errichtete und betrieb 1907 ein erstes Elektrizitätsnetz.
1871 hatte das Kirchdorf Unterbrunn 198 Einwohner und 35 Wohngebäude. Eine katholische Schule befand sich im Dorf, die katholische Pfarrkirche in Ebensfeld. 1900 zählte der Ort 190 Einwohner, von denen alle katholisch waren, und 37 Wohngebäude sowie 1925 179 Personen in 37 Wohngebäuden. 1950 hatte das Bauerndorf Unterbrunn bei einer Fläche von 274,96 Hektar 237 Einwohner und 34 Wohngebäude. Die zuständige evangelische Pfarrei war in Staffelstein. Im Jahr 1970 zählte das Kirchdorf 164, 1987 insgesamt 166 Einwohner sowie 43 Wohnhäuser mit 45 Wohnungen.
Am 1. Juli 1972 wurde der Landkreis Staffelstein aufgelöst und Unterbrunn in den Landkreis Lichtenfels eingegliedert. Seitdem gehört Unterbrunn als Ortsteil zu Ebensfeld.

## Sehenswürdigkeiten
Die katholische Filialkirche Maria Himmelfahrt wurde zwischen 1872 und 1875 als Sandsteinquaderbau in romanisierenden Formen errichtet. Es war eine Stiftung eines wohlhabenden Landwirts. Die Kirche hat einen einachsigen, eingezogenen Chor, ein dreiachsiges Langhaus und einen spitzen Westturm, der Fassade teilweise vorgesetzt.
In der Liste der Baudenkmäler in Unterbrunn sind weitere neun Sehenswürdigkeiten aufgeführt.